# (5499) 1981 SU2
(5499) 1981 SU2 là một tiểu hành tinh vành đai chính. Nó được phát hiện ở Đài thiên văn Haute-Provence east thuộc Avignon, Pháp, ngày 29 tháng 9 năm 1981.